# KHD MS 320C
Die KHD MS 320C sind dreiachsige Diesellokomotiven mit Stangenantrieb, die für den Rangierdienst konzipiert wurden. Es sind zwei Lokomotiven bekannt, die 1960 und 1963 gebaut wurden. Eine Lokomotive ist als V 32 bei den Eisenbahnfreunden Hasetal erhalten geblieben.

## Entwicklung
Zur Bauzeit war bei KHD die Motorbezeichnung nicht mehr identisch mit der Lokomotivbezeichnung. Die Lokomotiven KHD MS 320C wurden mit dem Zusatz ex (explosionsgeschützte Ausführung) versehen.
Grundlage war die Ausrüstung mit einem Sechszylinder-Zweitakt-Dieselmotor mit 320 PS Leistung. Es wurden zwei Lokomotiven gebaut. Die Lokomotivbezeichnung stimmt mit der Bezeichnung des Motors nicht mehr überein. Bei dem konkreten Fall der Motorbezeichnung KHD A6M 528 R bedeutete A-stehender Zweitakt-Dieselmotor, 6 = Zylinderzahl 6, M = wassergekühlt, die folgende 5 bezeichnet die fünfte Ausführung des Motors und die 28 den Kolbenhub in cm. Mit R wird die normalspurige Rangierlok bezeichnet. Die Lokbezeichnung MS 320C bedeutet: MS = Mittellokomotive mit Stangenantrieb, 320 = die Motorleistung in PS und C die Achsfolge.
Geliefert wurden eine Lokomotive für den Verschub an die Raffinerie Emsland, eine zweite Lokomotive wurde an eine Firma in Italien verkauft.

## Technik
Die Lokomotiven waren mit einem größeren Vorbau für die Maschinenanlage und einem kleineren Vorbau für die Hilfsbetriebe ausgestattet. Über den Umlauf konnte bei eventuellen Störungen jede Tür der Maschinenanlage erreicht werden. Das Führerhaus besaß keinen Sonnenschutz und hatte eingezogene Türen.
Die Maschinenanlage mit einer Leistung von 320 PS bestand aus einem langsam laufenden Sechszylinder-Zweitakt-Dieselmotor von KHD und einem Strömungsgetriebe von Voith. Das Strömungsgetriebe mit einem Rangier- und Streckengang für die Geschwindigkeitsstufen bis 35 km/h bzw. bis 50 km/h sowie das Wendegetriebe war unter dem Führerstand untergebracht. Dort lag die Blindwelle zwischen der zweiten und der dritten Kuppelachse. Die Lokomotiven waren explosionsgeschützt ausgeführt.
Der Motor wurde mit Druckluft angelassen und die elektrischen Hilfsmaschinen waren gekapselt ausgeführt. Äußerlich ist die explosionsgeschützte Ausführung an der Form der Scheinwerfer zu erkennen. Das Typhon und das darüber befindliche Läutewerk waren am Abgaskanal befestigt. Die Lokomotiven waren in der Lage, auf ebenen Strecken einen Zug mit einer Last von 1600 t zu ziehen.

## Einsatz
Von der nach Italien verkauften Lokomotive sind keine weiteren Daten vorhanden.

### Raffinerie Emsland
Im Jahr 1960 wurde die Lokomotive mit der Fabriknummer 57145 in Lingen-Holthausen als Nummer 5 der Gewerkschaft Erdöl-Raffinerie Emsland in Betrieb genommen. Sie blieb sie bis zu ihrer Ausmusterung stets in diesem Betrieb eingesetzt. 2009 sollte die Lokomotive ausgemustert werden.

### Eisenbahnfreunde Hasetal
Die Eisenbahnfreunde Hasetal übernahmen die Lokomotive und ließen eine Hauptausbesserung durchführen. Dann erhielt sie die NVR-Nummer 90 80 3442 001-4 D-EHH und wird im  Museumsbetrieb eingesetzt.